# Parafia Narodzenia Najświętszej Maryi Panny w Kętrzynie
Parafia Narodzenia Przenajświętszej Bogurodzicy – parafia prawosławna w Kętrzynie, w dekanacie Olsztyn diecezji białostocko-gdańskiej.
Na terenie parafii funkcjonuje cerkiew Narodzenia Najświętszej Maryi Panny (świątynia parafialna).

## Historia
Pierwsi i nieliczni wierni Kościoła prawosławnego przybyli do Kętrzyna w 1945, zaraz po zakończeniu II wojny światowej. Wraz z frontem przybyło kilku zacnych wyznawców prawosławia, a mianowicie: Eugeniusz Gałdziewicz s. Franza i Anny Grabarz – posiadacz wielkiego majątku; Zofia Licharewa – kandydat nauk przyrodniczych, córka carskiego generała, późniejsza organizatorka muzeum w Kętrzynie; siostry Olga Michler i Krystyna Waszkiewicz. W 1945 przybyła też nieliczna ilość wiernych z Białorusi i Ukrainy, jednak mowy o organizacji parafii w tym okresie nie było, gdyż ludzie w większości byli zastraszeni, a niektórzy pochodzili z rodzin wyznaniowo mieszanych.
W momencie, gdy zaczęły powstawać Państwowe Gospodarstwa Rolne, w okolice Kętrzyna przybyła do pracy młodzież ze wschodnich części Polski, a mianowicie z woj. białostockiego. Najwięcej ich było z powiatu hajnowskiego, siemiatyckiego i białostockiego. W 1947 w ramach akcji „Wisła” przybyli przesiedleńcy z woj. lubelskiego. W większości wywodzili się oni z następujących miejscowości: 
- powiat Biała Podlaska – Bubel, Dobrynka, Kijowiec, Kobylany, Koroszczyn, Leniuszki, Nosów, Okczyn, Olszanki, Połoski, Zabłocie;
- powiat Chełm Lubelski – Berdyszcze, Dorohusk, Wólka Okopska oraz Pniewno (obecnie na Ukrainie).

W wyniku akcji „Wisła” do powiatu kętrzyńskiego przybyło około 1000 prawosławnych narodowości ukraińskiej, którzy ze względu na zakaz grupowania się, zostali osiedleni w różnych, czasami odległych od miasta miejscowościach takich jak: Parys, Kominki, Nowy Dwór, Starówka (obecnie Gradowo), Junkierka, Grzęda, Wikrowo, Pudwągi i wiele innych. We wsiach Parys i Kominki wyjątkowo osiedlono po 20 rodzin, w innych miejscowościach ich liczba nie przekraczała 10, z tego też względu trudno było na organizowania jakiegokolwiek życia religijnego wśród tej ludności.
Prawosławni od samego początku pragnęli utworzenia parafii, lecz często pojawiały się trudności. Zanim powstała parafia, wierni dojeżdżali na nabożeństwa do Giżycka.
W miejscowości Pudwągi (dawniej Paswangen) osiedlili się wierni z Nosowa i to właśnie tutaj w 1949 w domu Eustachiusza Komorowskiego rozpoczęły się pierwsze prawosławne nabożeństwa. Nabożeństwa tutaj sprawował ks. Anatol Bondar, dojeżdżający z Giżycka i to właśnie on rozpoczął starania o pozyskanie obiektu i otwarcie parafii w Kętrzynie. Przy współpracy i efektywnej pomocy Aleksego Juszczuka (od 1949 starosty cerkiewnego), nauczyciela Mikołaja Durowicza i wcześniej przybyłych wyznawców, rozpoczęto długotrwałe starania o kaplicę poewangelicką przy ulicy Bolesława Limanowskiego 9. W tym też czasie świątynia była zamieniona na budynek gospodarczy. Ostatecznie miasto przekazało kompletnie zdewastowaną kaplicę i rozpoczęto adaptację tegoż budynku na cele kultu prawosławnego. Pierwszym proboszczem, zorganizowanej przez ks. Bondara parafii prawosławnej w Kętrzynie, został od 1951 ks. Aleksy Uszakow, który przybył na Ziemie Odzyskane z Kodnia. To właśnie dzięki jego staraniom uzyskano mieszkanie w bloku znajdującym się przy cerkwi, jak również sprowadzono ikonostas, który w nieco zmienionej postaci znajduje się w kętrzyńskiej cerkwi do dziś. W tym też czasie zorganizowany został chór, a kierował nim diakon Mikołaj Potapczuk, późniejszy archimandryta Nikon, pochodzący z Kostomłot. Księdzu Uszakowi nie było dane długo opiekować się i rozwijać nowo utworzonej parafii, gdyż w 1953 zmarł. Jego ciało zostało złożone na prawosławnym cmentarzu w Dojlidach. Opiekę duszpasterską w Kętrzynie powierzono ks. Jerzemu Klingerowi, który przeniesiony został do Warszawy w 1955. W przeciągu jego kadencji w cerkwi zostały wykonane freski i ikony przez prof. Jerzego Nowosielskiego, którego wspomagał prof. Adam Stalony-Dobrzański. W tym czasie parafia miała problemy finansowe i dlatego też malowidła były wykonane na nieodpowiednim tynku, co wpłynęło na szybkie ich zniszczenie.
W sierpniu 1955 do pełnienia obowiązków tej parafii został delegowany absolwent Prawosławnego Seminarium Duchownego w Warszawie – ks. Witalis Czyżewski, który w listopadzie tegoż roku był mianowany proboszczem i który pełnił tę funkcję do śmierci (5 października 2013). Za czasów ks. Czyżewskiego, dzięki włożonemu przez niego wysiłkowi i sercu, nastąpiła stabilizacja parafii. Potrafił on zjednoczyć wokół cerkwi ludzi z różnych stron się wywodzących. Chór, którym zajmowała się Anna Mańdziuk, wykonywał śpiewy na melodie, które były bliskie i drogie tej społeczności. Niestety w latach 1956–1958 nastąpiła destabilizacja życia parafialnego, ponieważ był to okres tzw. „odwilży przy Gomułce”. Około 50% wiernych opuściło kętrzyńską parafię i wróciło na swoje dawne miejsca zamieszkania. Pozostających ogarnął smutek i żal, gdyż nie wszyscy mogli skorzystać z możliwości powrotu. Młody i pełen optymizmu kapłan odwiedzał autobusem, bądź pieszo mieszkających w odległych miejscowościach wiernych, niosąc im pocieszenie i otuchę. W końcu udało mu się. Parafia w Kętrzynie stała się centrum życia religijnego na Warmii i Mazurach. Tutaj przyjeżdżali wierni z okolicznych parafii na nabożeństwa.
W latach 60., proboszcz parafii wraz z wiernymi, zmuszony był do podjęcia działań zmierzających do konserwacji odpadającego tynku z freskami. W tym też czasie rozebrano sąsiedni budynek gospodarczy (dawny Obwodowy Urząd Miar i Jakości), który przylegał do ołtarza cerkwi, zbudowano ogrodzenie wokół świątyni i powstała możliwość urządzania procesji. Dla zabezpieczenia budynku przed wilgocią, zainstalowano centralne ogrzewanie i urządzono świątynię w taki sposób, na jaki pozwalała architektura.
Ks. Czyżewski niósł posługę zarówno wiernym Kościoła prawosławnego, jak i greckokatolickiego. W latach 50. i 60., w wyniku swojej misji, zorganizował on parafie, gdzie nabożeństwa były sprawowane w galicyjskim porządku, a mianowicie w Kruklankach, Orłowie, Gołdapi i Sątopach-Samulewie. Od 1965, na prośbę ks. Witalisa, do Orłowa został powołany ks. Jerzy Senejko z Giżycka, zaś opiekę duszpasterską w Gołdapi przez pewien czas sprawował ks. Piotr Martyniuk. Parafia w Sątopach-Samulewie, początkowo była liczna, lecz kiedy pojawiła się możliwość powrotu ludności dotkniętej Akcją „Wisła”, wielu z niej skorzystało, tym samym liczba tutejszych wiernych w znacznym stopniu się zmniejszyła. Dla tej garstki osób ks. Czyżewski odprawiał nabożeństwa w obrządku galicyjskim, a wspomagał go lektor Bazyli Gij z Orłowa. Znaleźli się tu ludzie bardzo oddani dla dzieła prawosławnego, a mianowicie: Aleksander Biły, Jakub Dańczuk, Miron Pograniczny i inni. Na początku lat 60. do posługi duszpasterskiej w Sątopach-Samulewie, był delegowany ks. Jarosław Buciora, który w późniejszym czasie przeniósł siedzibę parafii do Korsz. Obecnie po świątyni w Sątopach nie pozostało śladu, gdyż została ona rozebrana. Cegły natomiast przewieziono do Białegostoku, gdzie wykorzystano je do budowy cerkwi Świętego Ducha.
Ważnym elementem w życiu kętrzyńskich parafian, było zorganizowanie działalności kulturalno–oświatowej co w dużym stopniu tamtejsza ludność zawdzięcza ówczesnym przedstawicielom władz Kętrzyna.
Pod „płaszczykiem” choinek ks. Czyżewski organizował w świetlicach miejskich spotkania i zabawy z repertuarem ukraińskim, co też miało znaczny wpływ na współżycie społeczności ukraińskiej, niezależnie od wyznania. Miało to miejsce jeszcze przed powstaniem Ukraińskiego Towarzystwa Społeczno–Kulturalnego.
W ramach konsolidacji i pokrzepienia w wierze, proboszcz rozpoczął organizowanie pielgrzymek do miejsc szczególnie czczonych przez wiernych Kościoła prawosławnego w Polsce, a mianowicie do klasztoru św. Onufrego w Jabłecznej i na Świętą Górę Grabarkę. Parafia kilkakrotnie organizowała również pielgrzymki na Ukrainę, z której również korzystali wierni z sąsiednich miast, m.in. z Giżycka i Mrągowa.
Parafia kętrzyńska od początku swojego istnienia (oficjalnie od 1961) prowadzi katechizację dzieci i młodzieży. Lekcje religii systematycznie odbywają się w świetlicy parafialnej. Przez kilkanaście ostatnich lat ojciec Witalis uczył religii w Liceum Ogólnokształcącym z ukraińskim językiem nauczania w Górowie Iławeckim.
Ksiądz Czyżewski pracował również społecznie jako kapelan w Zakładzie Karnym w Kamińsku, gdzie dzięki jego staraniom utworzono prawosławną kaplicę św. Barbary, w Areszcie Śledczym w Bartoszycach, Barczewie i innych placówkach penitencjarnych.
Bolączką parafii, jak i też całej społeczności regionu, jest bezrobocie. Po tzw. „transformacji politycznej”, uległy likwidacji Państwowe Gospodarstwa Rolne, a w związku z tym część wiernych utraciła podstawowe środki do życia. Spowodowało to odpływ znacznej ilości wiernych w poszukiwaniu pracy do większych ośrodków miejskich, bądź też za granicę. Rzutuje to przede wszystkim na kondycję parafii, która w 2013 liczyła niewiele ponad 300 osób, z których około 40% mieszkało w Kętrzynie, zaś pozostali byli rozproszeni w promieniu 40 km od miasta.
Parafialnym chórem zajmowała się matuszka Wiera Czyżewska, która również włożyła wiele serca w rozwój życia religijnego na ziemi kętrzyńskiej.
W 2014 przy cerkwi ustawiono krzyż upamiętniający 65-lecie powstania kętrzyńskiej wspólnoty prawosławnej oraz kamienny obelisk poświęcony długoletniemu proboszczowi parafii, ks. Witalisowi Czyżewskiemu. W 2017 r. w pobliżu cerkwi zbudowano wolnostojącą, parawanową dzwonnicę, na której zawieszono 3 dzwony. Dzwonnica i dzwony zostały poświęcone 1 października 2017 r. przez arcybiskupa białostockiego i gdańskiego Jakuba.
W 2017 r. parafia liczyła kilkaset osób, z których połowa mieszkała w Kętrzynie. Według innego źródła, w 2021 r. do parafii należało niewiele ponad 60 osób, w tym około 40% mieszkających w Kętrzynie.

## Wykaz proboszczów
- 1949–1951 – p.o. ks. Anatol Bondar
- 1951–1953 – ks. Aleksy Uszakow
- 1953–1955 – ks. Jerzy Klinger
- 1955–2013[5] – ks. Witalis Czyżewski
- od 2013 – ks. Paweł Siebiesiewicz